# Neogamasellevans ammonis
Neogamasellevans ammonis är en spindeldjursart som beskrevs av Wolfgang Karg och Anita Schorlemmer 2009. Neogamasellevans ammonis ingår i släktet Neogamasellevans och familjen Ologamasidae. Inga underarter finns listade i Catalogue of Life.